# Канапьянов, Бахытжан Мусаханович
Бахытжан Мусаханович Канапьянов (каз. Бақытжан Мусахан-ұлы Қанапиянов; род. 4 октября 1951, Кокчетав, Казахская ССР) — советский и казахстанский поэт, писатель, переводчик, сценарист, кинорежиссёр. Лауреат Государственной премии Республики Казахстан в области литературы и искусства (2020), Заслуженный деятель Казахстана (2011), почётный гражданин города Кокчетава. Участник ликвидации аварии на Чернобыльской АЭС.
Член Союза писателей Казахстана, член Правления Союза писателей Казахстана, член казахского и русского ПЕН-клубов, член Правления Европейского Конгресса Литераторов (Прага), где представляет литературу Казахстана и Центральной Азии. Академик Крымской литературной академии, главный редактор литературных альманахов «Литературная Азия» и «Литературная Алма-Ата».
Член Союза кинематографистов СНГ и Балтии, в разные годы избирался секретарём правления Союза кинематографистов Казахстана, вице-президентом Ассоциации книгоиздателей и книгораспространителей Казахстана.
Почётный профессор СГУ имени Шакарима (2011), победитель народного голосования «Имя Родины» в номинации Культура и искусство. Участник Мировых поэтических чтений в Куала-Лумпуре (2002).

## Семья
По своему происхождению — торе (чингизид), потомок Султанмамет Султана.  Его отец, Мусахан Канапьянов — педагог, заведующий областным отделом народного образования, директор школы в Кокчетавской области. Брат государственного деятеля Сержана Канапьянова и Ерулана Канапьянова — композитора, мецената, известного общественного деятеля Республики Казахстан.

## Биография
В юности занимался боксом — чемпион Казахстана среди юниоров в 1968—1969 годах, первый чемпион Казахстана от Павлодарской области.
В 1974 году окончил Казахский политехнический институт имени Ленина, затем в течение года (1974—1975) работал инженером-исследователем в лаборатории Института металлургии и обогащения АН КазССР под руководством А. М. Кунаева.
Параллельно с наукой занимался литературным творчеством, считая своим наставником известного писателя и поэта Олжаса Сулейменова. В 1975 году в журнале «Простор» были опубликованы первые поэтические произведения Бахытжана Канапьянова. В этом же году О. Сулейменов пригласил Канапьянова редактором и сценаристом киностудии «Казахфильм». Канапьянов уходит из Института металлургии и отныне полностью посвящает себя литературному творчеству.

## Работа в кино
После окончания в 1977 году Высших курсов режиссёров в Москве активно работает в кино и на телевидении. Автор и режиссёр около 20 кино- и видеофильмов. Несколько его видеофильмов высоко оценены на Европейском симпозиуме в Софии. В 1970-х годах работал на «Мосфильме» у Э. Лотяну, принимал участие в съёмках его фильма «Мой ласковый и нежный зверь».

## Литературное творчество
В 1981 году поступил на Высшие литературные курсы Литинститута им. М. Горького к Александру Межирову, где учился вместе с Александром Ткаченко, Сергеем Мнацаканяном и другими известными поэтами и писателями. К моменту окончания Литературных курсов у Канапьянова уже вышло 3 поэтических сборника — «Ночная прохлада» (1977), «Отражения» (1979) и «Чувство мира» (1982).
Через год после окончания Литинститута становится старшим редактором издательства «Жалын» и литературным консультантом Союза писателей Казахстана (1984—1991).
Ряд стихотворений Б. Канапьянова легли в основу музыкальных произведений («Элегия», муз. Насера Кульсариева; «Астана», музыка Давида Тухманова).

### Поэтические переводы
Много лет работает в жанре поэтического перевода, выступая популяризатором тюркоязычной поэзии среди русскоязычной аудитории. Перевёл на русский язык произведения Абая Кунанбаева, Джамбула Жабаева, Кенена Азербаева, Назыма Хикмета, Шакарима Кудайбердыева, Магжана Жумабаева, Махамбета Утемисова, Нурпеиса Байганина, Ахмета Байтурсынова, Кашагана, Сабита Муканова, Сакена Сейфуллина, Изима Искандерова, Омора Султанова, а также выдающийся памятник казахского фольклора — поэму Кыз-Жибек.
В 2011 году на первом международном конкурсе переводов тюркоязычной поэзии «Ак Торна» Канапьянову присудили первое место в номинации «Лирика». В 2012 году Канапьянова выбрали председателем жюри данного конкурса переводов.
Один из инициаторов проведения в 2009 году Первого Республиканского конкурса переводчиков, состоявшегося в Астане. Активно пропагандирует казахстанскую переводческую школу, начало которой положил Чокан Валиханов.
Среди других переводов на русский язык есть произведения Поля Валери, Юкки Маллинена, Макато Оока.

## Период гонений
В советский период подвергался гонениям и критике со стороны партийного аппарата ЦК КПСС и ЦК Компартии Казахстана. Причиной явилось его стихотворение «Позабытый мной с детства язык», опубликованное в журнале «Простор» в 1986 году. В этом стихотворении Б. Канапьянов поэтическими образами раскрыл пагубность национальной политики идеологического аппарата того периода. В результате данной травли (Е. К. Лигачёв, Ю. А. Скляров, Г. В. Колбин) стихи Б. Канапьянова были под негласным запретом и только с приходом Узбекали Жанибекова (1988) поэтические произведения Б. Канапьянова стали появляться в печати. В дни Желтоксана стихи Б. Канапьянова звучали по радио «Голос Америки» с комментариями его друга-поэта, живущего в Канаде, — Бахыта Кенжеева. О тех нелёгких годах в судьбе Бахыта Канапьянова есть статья Валерии Маричевой «Пусть это будет нашим секретом», в которой рассказывается, как оберегал Б. Канапьянова У. Жанибеков, и книга В. Бадикова «Линия судьбы» о том, как встали на защиту поэта сотрудники журнала «Простор».

## Участие в антиядерном движении
Б.Канапьянов одним из первых среди поэтов своего поколения ввёл антиядерную тему в поэтическое творчество. Неоднократно был в Семипалатинске, в Неваде и в Чернобыле.

### Ликвидатор аварии на Чернобыльской АЭС

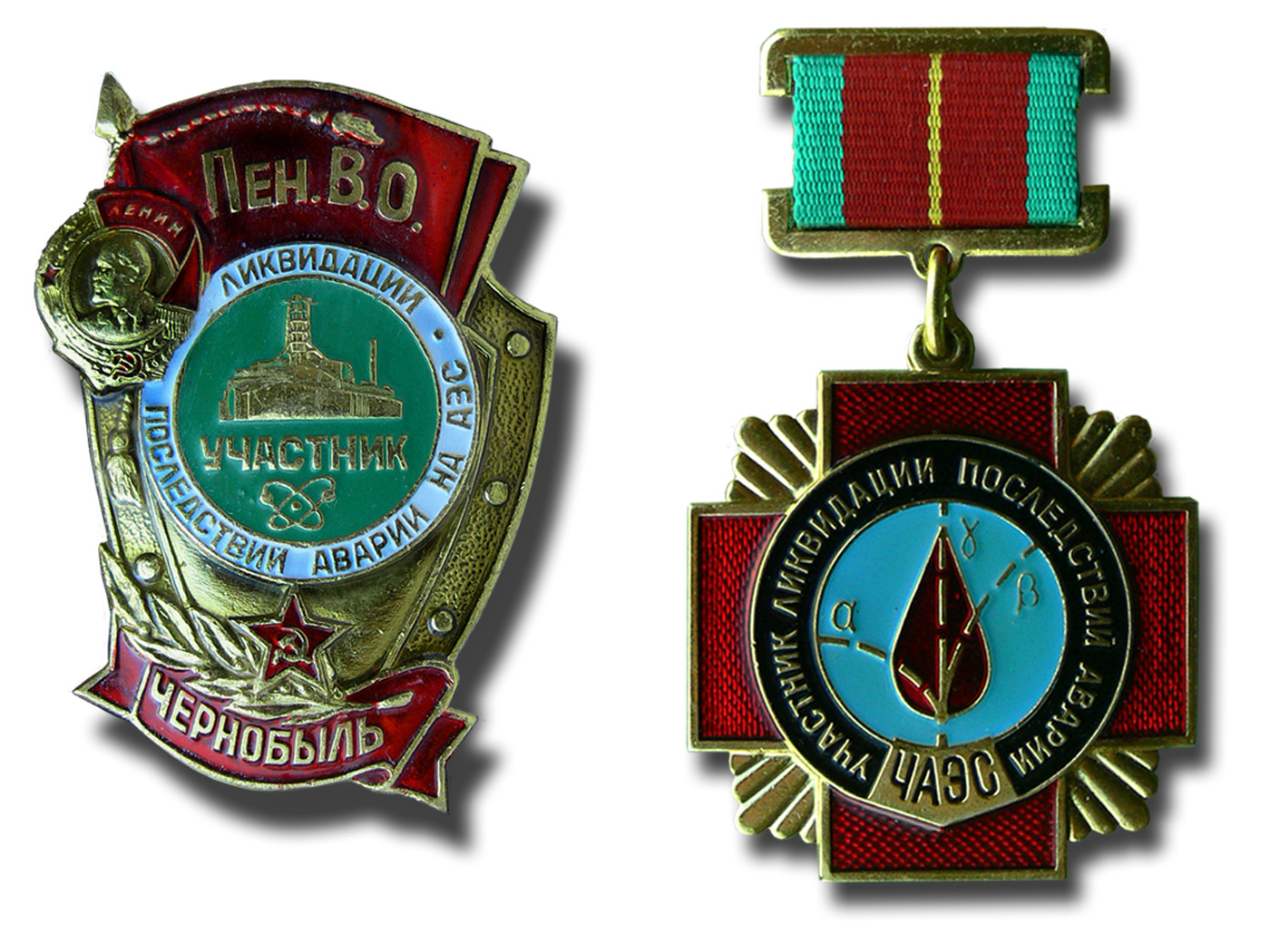
Советская медаль, которой награждались ликвидаторы

В первые дни после трагедии на Чернобыльской АЭС Б. Канапьянов добровольно отправился ликвидатором на место аварии с целью максимально широкого освещения в мире последствий трагедии. Итогом поездки стала книга «Аист над Припятью» (стихи и проза, Алматы, Жалын, 1987). Впоследствии за этот сборник Канапьянову была присуждена премия Ленинского комсомола Казахстана.

### Невада — Семипалатинск
В 1989 году Б. Канапьянов принял активное участие в создании О. Сулейменовым народного антиядерного движения Невада — Семипалатинск, целью которого было закрытие ядерных полигонов в Семипалатинске и Неваде.

## Всемирный день поэзии

Белла Ахмадулина, Андрей Вознесенский и Бахытжан Канапьянов в Алматы, 1996 г.

Бахытжан Канапьянов является одним из инициаторов учреждения Всемирного дня поэзии.
17 февраля 1996 г. по итогам проведения Дня поэзии в Алма-Ате в Казахской государственной филармонии им. Жамбыла с участием Беллы Ахмадулиной и Андрея Вознесенского Б.Канапьянов предложил учредить Всемирный день поэзии 29 февраля. На вопрос почему именно в этот день он ответил:
…Во-первых, этот день приходится  на високосный год. Во-вторых, поэзия — редкая птица, и по-настоящему прилетает раз в четыре года. Думаю, так будет в самый раз.
Письмо-предложение было направлено Канапьяновым в ЮНЕСКО, и уже в октябре-ноябре 1999 г. на 30-й Сессии ЮНЕСКО в Париже день 21 марта был объявлен Всемирным днём поэзии.

## Издательская деятельность

### Издательство «Жибек жолы»
С распадом СССР в 1991 году исчезла цензура, что позволило Канапьянову открыть первое независимое издательство в Казахстане — «Жибек жолы», президентом которого Канапьянов является и по сей день.

### Международная деятельность в области книгоиздания
В период 2004—2006 годах являлся председателем Межгосударственного совета СНГ по сотрудничеству в области периодической печати, книгоиздания, книгораспространения и полиграфии.

### Сборники стихов
- «Ночная прохлада» (1977)
- «Отражения» (1979)
- «Чувство мира» (1982)
- «Ветвь» (1985)
- «Линия судьбы» (1987)
- «Аист над Припятью: стихи и проза». — Алматы: «Жалын», (1987)
- «Кочевая звезда: стихи и поэмы». — Алматы: «Жазушы», (1991)
- «Горная окраина» (1995)
- «Время тишины» (1995)
- «Над уровнем жизни» (1999)
- «Тикшырау» (2001)
- «Каникулы кочевья» (2003)
- «Плывут облака» (2003) — в рамках программы «Год Казахстана в России»
- «Смуглая Луна» (2006)

### Проза
- «Bakhchisaray» (Бахчисарай). // Dewan Sastera, bil. 4, jilid 33. Kuala Lumpur, 2003, hlm. 51-53 (Перевод на малайский В.Погадаева)
- «Кофе-брейк (Заметки, Эссе, Диалоги)». — «Простор», 2004
- «Летний кинотеатр» (рассказ);«Светлячки» (повесть)// «Нива», № 2. Астана, 2008, с. 89-119. ("Kelip-Kelip" - 2020, перевод на малайский В.Погадаева)

### Переводы
- «Кыз-Жибек». — Жалын, 1988

## Фильмография
Сценарии:
- «Школа рабочих профессий», Казахфильм, (1979)
- «Ровесники» (1980)
- «Абай. Жизнь и творчество» (1980)
- «Балхашская сага» (1990)
- «Последняя осень Шакарима» (1992)
- «Бессонница: Париж» (1996)
- «Вольный город Франкфурт» (1997)
- «Пуркуа?» (1998)

Автор и режиссёр:
- «Ландшафты» (1999)
- «День — Рафаэль» (2000)
- «Скрымтымным» (2000)
- «Фут-боль» (2000)
- «Международный день поэзии» (2000)

## Признание и награды
- Лауреат Всемирного литературно-поэтического конкурса США (организатор — Первый литературный музей А. С. Пушкина в США)
- Первое место в номинации «Лирика» на Первом международном конкурсе переводов тюркоязычной поэзии Ак Торна
- Медаль Amor librorum nos unit («Нас объединяет любовь к книге») (2013)[20]
- Академик Крымской литературной академии (г. Симферополь, Республика Крым)
- 1986 — Лауреат премии Ленинского комсомола Казахстана за книгу стихов «Чувство мира», «Ветвь» и поэму «Послесловие»[21]
- 1998 — присвоено почётное звание «Қазақстанның еңбек сіңірген қызметкері» (Заслуженный работник Казахстана)[22]
- 1998 — Премия Союза журналистов Казахстана
- 2003 — Лауреат независимой премии Клуба меценатов Казахстана «Тарлан»
- 2004 — Лауреат международной премии «Алаш»
- 2006 — Орден Парасат
- 2011 — присвоено почётное звание «Қазақстанның еңбек сіңірген қайраткері» (Заслуженный деятель Казахстана) — за вклад в отечественную литературу.
- 2011 (3 сентября) — Грамота Содружества Независимых Государств — за активную работу по укреплению и развитию Содружества Независимых Государств[23].
- 2017 — Орден Достык ІІ степени
- 2019 (21 ноября) — Почётный знак «За заслуги в развитии культуры и искусства» (Межпарламентская ассамблея СНГ) — за значительный вклад в формирование и развитие общего культурного пространства государств — участников Содружества Независимых Государств, в реализацию идей сотрудничества в сфере культуры и искусства[24].
- 2020 (8 декабря) — Государственная премия Республики Казахстан в области литературы и искусства имени Абая за сборник стихов «Достояние души»[25]